# 真島滿秀
真島滿秀（1946年4月3日—2009年3月14日），出身於日本長野縣，知名攝影家，專長於鐵道攝影。

## 生平
1978年起開始鐵道攝影，曾拍過大多數掛有車頭銘板的特急列車。1980年在豬井貴志的協助下成立自己的工作室「真島滿秀攝影事務所」，是日本鐵道攝影的先驅。青春18車票、海報及時刻表等JR的出版品上鐵道攝影作品大多出自真島之手。
他的攝影風格常揉合鐵道、自然與人三者，除了鐵道攝影外，真島年輕時也喜歡拍攝超級跑車。
真島於2009年3月14日逝世，享年63歲，那天正好是九州的藍色列車最後一天行駛，因此有悼念文寫「真島先生搭乘藍色列車遠行了」。